# Vibravoid
Vibravoid ist eine Neo-Kraut/ Neo-Psychedelic-Rock-Band aus Düsseldorf.

## Stil
Vibravoid spielen vor allem einen von den frühen Pink Floyd beeinflussten Psychedelic Rock. 

## Vibravoid Geschichte
Vibravoid ist eine deutsche Neo-Kraut Rock Band aus Düsseldorf, die als eine der ersten ihrer Art gilt und seit den späten 1980er Jahren aktiv ist.
1988 als Lightshow Society Düsseldorf gegründet und 1990 als Vibravoid formiert. Die Band agierte bis 1996 parallel auch unter den Namen Motley Motion und Void Forum. 
Die Lightshow Society Düsseldorf existiert als Vibravoids eigene Lightshow bis heute. Vibravoid ist somit die einzige deutsche Neo-Psychedelic Band, die seit 1988 eine eigene voll analoge retro Psychedelic Lightshow im Stil der 1960er Jahre betreibt.
Vibravoid werden als Pioniere des Neo-Krautrock und der Neo-Psychedelic-Szene betrachtet und haben maßgeblichen Einfluss auf nachfolgende Bands ausgeübt. Das Fachbuch „Kiss The Sun“ (Davide Pansolin, Tzunami Verlag 2024), führt Vibravoid als einzige genrefremde Band auf, die den Stoner Metal beeinflusste.
Vibravoid gilt als erste Band, die den Begriff Neo-Kraut Rock prägte und den Stil des Genres maßgeblich gestaltete. Vibravoid reanimierte die Hippie Kultur, den Psychedelic und gerade den Kraut Rock, als diese Genres Ende der 1980er Jahre als komplett „out“ galten – die Encyclopaedia Psychedelica beschreibt, dass zu dieser Zeit der Begriff „Hippie“ als Schimpfwort galt.
Noch im Jahr 1997 fragte David Bowie bei „Wetten dass…“ ein ratloses Publikum, ob dieses den „Düsseldorf Sound“ und Bands wie Neu! oder Kraftwerk kennt, was den Stellenwert von Vibravoid für die Wiederbelebung erkennen lässt, da der Kraut Rock zu dieser Zeit gerade in Deutschland noch immer als tot galt. Das Video ist bei Youtube zu finden:
Die Band ist eng mit Düsseldorf verbunden und wird als Teil der dortigen Musikszene angesehen, die bereits in den 1960er Jahren eine bedeutende Rolle in der europäischen Psychedelic-Szene spielte. Trotz ihrer Wurzeln in Düsseldorf, fand der Sound von Vibravoid im Ausland einen größeren Anklang, so spielte die Band öfter in London, Rom, Athen und Helsinki als in München oder Hamburg. Vibravoid wird auch als Mitinitiator des heutigen Vinyl-Booms gesehen, da sie zu den wenigen Bands gehörten, die auf dem Tiefpunkt der Schallplatte, das Vinyl am Leben hielten. Vibravoid ist seit den späten 1980er Jahren aktiv und hat zahlreiche Studioalben, Live-Alben, Singles und EPs weltweit veröffentlicht, von denen einige Spitzenpositionen in diversen Verkaufscharts erlangten. (Vibravoid auf "It´s Psychedelic Baby")
Im Jahr 1996 veranstalte Vibravoid das weltweit einzige Jubiläum des Londoner UFO Club und legte im Jahr 2000 das erste neue Rockkonzert im legendären Ratinger Hof nach sowie mit „Love Is Freedom“ das erste Psych Rock Festival im Jahr 2001. 
2008 produzierte Vibravoid mit dem Flower Power Erfinder Sky Saxon (The Seeds) seine letzten Aufnahmen in Düsseldorf auf, die 2010 als "A Poetry Of Love" zum ersten Mal veröffentlicht wurden.
Das 2011 erschienene Album Minddrugs wurde in nur drei Tagen vertont, damit es laut eigener Aussage der Band „roh und spontan“ bleiben konnte.

## Diskografie

### Studioalben
- 2000: 2001
- 2002: Void Vibration
- 2003: Phasenvoid (Split-LP mit Sula Bassana)
- 2008: The Politics of Ecstasy
- 2009: Distortions
- 2010: A Poetry of Love (mit Sky Saxon)
- 2011: Minddrugs
- 2012: Gravity Zero
- 2013: Delirio Dei Sensi
- 2016: Wake Up Before You Die
- 2017: Mushroom Mantras
- 2018: Vibrations from the Cosmic Void
- 2019: Intergalactic Acid Freak Out Orgasms
- 2020: The Decomposition of Noise
- 2021: Zeitgeist Generator
- 2021: The Clocks That Time Forgot[2]
- 2021: A Sparkle in the Twilight[3]
- 2022: Phasenvoid
- 2022: The Presidents of the Poison Air
- 2023: Edge Of Tomorrow
- 2024: We Cannot Awake[4]

### Singles und EPs
- 2001: Adjustment (7″)
- 2004: Doris Delay (7″)
- 2008: Christmas On Earth (7″)
- 2009: Kraut Rock Sensation EP (7")
- 2010: What Colour Is Pink? EP (7″)
- 2011: You Keep On Falling (7")
- 2011: The White Ship (Split-EP mit Drug Free Youth, 7")
- 2013: Colour Your Mind EP (7")
- 2014: Rheinflow (7")
- 2015: Stepping Stone (7")
- 2016: In A Gadda Da Vida (7")
- 2017: Timemazine (Kinetic Op Art 7")
- 2019: World Of Pain (7")
- 2022: The Secret In Her Eyes (7")

### Liveaufnahmen
- 2006: Triptamine E.P. Volume 1 (live 2005 in Dortmund und Studio Outtakes)
- 2007: Triptamine E.P. Volume 2 (live 2007 in Meidelstetten und Studioaufnahme "The Wonderful Wizard Of Oz")
- 2008: Triptamine E.P. Volume 3 - The Amsterdam Sessions (live 2007 in Amsterdam)
- 2009: Triptamine E.P. Volume 4 (live 2008 und Studioaufnahmen)
- 2009: Triptamine CD
- 2010: Burg Herzberg Festival 2010
- 2011: Burg Herzberg Festival 2011
- 2013: Freak Out Bologna!
- 2014: Mindbenders – The Radio Sessions
- 2015: Loudness For the Masses – Live in Concert 2015
- 2015: Live at Finkenbach Festival 2015
- 2017: A Night at the Museum
- 2017: Triptamine EP Volume 5
- 2018: Live at Rheinkraut Festival Düsseldorf 2018
- 2018: Intergalactic Acid Freak Out Orgasms[5]
- 2020: Out of Tune in Rosenheim Triptamine EP Volume 6[6]
- 2021: Spicetrip - Triptamine EP Volume 7

### DVDs
- 2004: Maximum Void Vibration
- 2009: Triptamine

### Anderes
- 2018: A Psychedelic Testament (full versions and unreleased tracks from 'A Poetry of Love')
- 2003: Void Forum: Turned on Acid (compilation mit Aufnahmen von Vibravoid-Vorgängerbands)